# Kleine koekoeksduif
De kleine koekoeksduif (Macropygia ruficeps) is een duif die voorkomt in de Indische Archipel.

## Kenmerken
De kleine koekoeksduif is gemiddeld 28 cm lang. Het is een kleine, overwegend bruin gekleurde duif met een lange, egaal donkerbruine staart. De borst heeft een horizontale donkere streping, verder is de duif van onder lichter bruin dan van boven.

## Verspreiding en leefgebied
De kleine koekoeksduif komt voor in montaan bos in Vietnam, het schiereiland Malakka, Sumatra en Borneo.
De soort telt acht ondersoorten:
- M. r. assimilis: van zuidelijk Myanmar tot noordwestelijk Thailand en zuidwestelijk China.
- M. r. engelbachi: noordwestelijk Vietnam en noordelijk Laos.
- M. r. malayana: Malakka.
- M. r. simalurensis: Simeulue.
- M. r. sumatrana: Sumatra.
- M. r. nana: Borneo en Sibatik.
- M. r. ruficeps: Java en Bali.
- M. r. orientalis: de Kleine Soenda-eilanden.

## Status
De grootte van de populatie is niet gekwantificeerd en het voorkomen is nogal onvoorspelbaar. Plaatselijk is de duif soms algemeen, vooral in het zuiden van het verspreidingsgebied. De kleine koekoeksduif heeft een groot verspreidingsgebied en daardoor alleen al is de kans op de status kwetsbaar (voor uitsterven) gering. Om deze redenen staat deze koekoeksduif als niet bedreigd op de Rode Lijst van de IUCN.